# Marie Heilbron
Marie Heilbron (Anversa, 1851 c. – Nizza, 31 marzo 1886) è stata un soprano belga, particolarmente specializzata nel repertorio francese, creatrice del ruolo di Manon nell'opera omonima di Jules Massenet.

## Biografia
Studiò prima a Bruxelles e poi a Parigi con il famoso tenore Gilbert Duprez. Debuttò al Théâtre-Italien nel 1866, nel ruolo di Marie in La fille du régiment. Nel 1867, cantò per la prima volta all'Opéra-Comique, nel ruolo di Catherine in L'étoile du nord. Cantò anche al Théâtre des Variétés dal 1871 in avanti. Prese parte alla prima esecuzione di Les braconniers di Jacques Offenbach e di Une nuit de Cléopâtre di Victor Massé.
Nel 1879 debuttò all'Opéra Garnier, dove cantò il ruolo di Marguerite in Faust, Ophélie in Hamlet, Giulietta in Romeo e Giulietta. Nello stesso anno debuttò al  Teatro alla Scala di Milano, nel ruolo di Violetta in La traviata. Cantò anche a Monte Carlo e San Pietroburgo.
Morì a Nizza nel 1886.